# Seznam članov Mestnega sveta Mestne občine Ljubljana (2018-2022)
Seznam članov Mestnega sveta Mestne občine Ljubljana v mandatu 2018-2022

## Lista Zorana Jankovića
- Zoran Janković
- Tjaša Ficko
- prof. Janez Koželj
- Jelka Žekar
- Aleš Čerin
- dr. Marta Bon
- Dejan Crnek
- Dunja Piškur-Kosmač
- Marjan Sedmak
- Julijana Žibert
- Tomaž Kučič
- Stanislava Marija Ferenčak Marin
- Anže Miklavec
- Frančiška Trobec
- Anton Podobnik
- mag. Mojca Lozej
- Iztok Kordiš
- Nada Verbič
- Danilo Šarić
- Bruna Antauer
- Daniel Avdagič
- Emilija Mitrović Miloš
- Anton Kastelic
- Grega Ciglar

## Slovenska demokratska stranka- SDS
- dr. Anže Logar
- Mojca Škrinjar
- dr. Zvone Čadež
- Ksenija Sever
- Igor Horvat
- Ana Zagožen
- Uroš Minodraš
- Ida Medved
- Gregor Slabe
- Maruša Babnik

## Levica
- Milan Jakopovič
- Asta Vrečko
- Urška Honzak

## Nova Slovenija – Krščanski demokrati
- Mojca Sojar
- Anton Kranjc

## Socialni demokrati
- Marko Koprivc
- Martina Vuk

## Lista Marjana Šarca
- mag. Katja Damij

## Stranka Alenke Bratušek
- Maša Kociper

## Lista kolesarjev in pešcev
- Janez Stariha